# Šemahijska astrofizička zvjezdarnica
Šemahijska astrofizička zvjezdarnica, nazvana po Nasredinu Tusiju iz Nacionalne akademije znanosti Azerbajdžana, skraćeno ANAS ShAO (azer. Azərbaycan Milli Elmlər Akademiyası Nəsirəddin Tusi adına Şamaxı Astrofizika Rəsədxanası) je osnovana 17. studenoga 1959. godine, po dekretu Br. 975 Savjeta ministara Azerbajdžanske SSR. ShAO djeluje kao istraživački institut u okviru Odjela za fizičke, matematičke i tehničke znanosti AMEA-e. Zvjezdarnica se nalazi na sjeveroistoku Velikog Kavkaza, 150 km od grada Bakua, u istočnom djelu planine Pirkuli, na nadmorskoj visini od 1435 do 1500 m, u zemljopisnim koordinatama λ = 48⁰ 35' 04" E, φ = 40⁰ 46 '20" N. Ovdje broj vedrih noći pogodnih za promatranje iznosi od 150 do 180 godišnje.
U rujnu 2008. godine na zvjezdarnici su izvršena znatna poboljšanja.

## Vanjske poveznice
- Službena stranica (azer.) (engl.)